# Museo de Arqueología y Etnología de Segorbe
El Museo de Arqueología y Etnología de Segorbe (Provincia de Castellón, España) está instalado en la antigua Casa Cuartel de la plaza de los Mesones, cerca del acueducto medieval y de las torres del Botxí y de la Cárcel, en un edificio de estilo neoclásico erigido en el año 1792. La construcción del mismo fue realizada en parte con materiales extraídos del antiguo castillo alcázar del Cerro de Sopeña, abandonado largo tiempo y utilizados como cantera sus materiales. 
En el primer piso de la parte central de edificio se encuentra la sección de arqueología, donde se encuentran cuatro salas en las que se exponen los diferentes restos arqueológicos encontrados en las diversas excavaciones realizadas en la comarca y algunas aportaciones de colecciones privadas. En él se encuentran expuestas las piezas más características y representativas de cada periodo cultural desde la prehistoria, destacando especialmente elementos arqueológicos de la cultura del Bronce, Ibérica y Romana; así como una muestra de las evidencias arqueológicas desde el periodo musulmán hasta el periodo  Medieval y Moderno.
El Museo no cuenta con una gran colección de piezas expuestas en términos cuantitativos, centrándose más en la calidad de sus piezas y colecciones; por otro lado la organización cronológica por salas, junto a la presencia de una serie de paneles explicativos que ofrecen una información clara y concisa y múltiples reproducciones y muestras de arqueología experimental, permite al visitante una visión global del desarrollo de este amplio período en el Alto Palancia.
La sección de Etnología se instala en la segunda planta. Se exhiben piezas y obras artesanales de desaparecidos oficios y tradiciones mayormente: cerámica, bastones, cuero, instrumentos de labranza, maderas, cestería, etc.